# 俏皮小花仙
《俏皮小花仙》是葦Production的一部50集少儿电视卡通作品，也是葦Production的魔法少女系列第四部。这部人物可爱、色彩鲜明、剧情轻松活泼的动画，主要讲述小花仙（花魔法使）玛莉蓓尔来到人间和尤莉、凯恩以及其他伙伴发生的各种有趣的故事。本片由遠藤徹哉监督，主角玛莉蓓尔由著名声优本多知惠子配音，最初在日本从1992年2月3日到1993年1月18日放映。本片还在香港、台湾、中国大陆、韩国、意大利、波兰、阿拉伯等地电视台上播放。其中，早在1994年7月底早上九点在香港无线电视翡翠台播放；从1995至2000年间，中国各地电视台均有播放。

## 概述
俏皮小花仙（或简写为小花仙）最初的定位是一部魔法少女动画，然而很多西方的动画迷把魔法少女仅仅等同于魔法英雄（比如《美少女战士》和《东京喵喵》），因此，一些好像仙子般小魔女动画（类似的如《甜甜仙子》和《魔法小天使》）并不为人所熟知。
每集持续时间为23.5分钟。

### 特点
1. 通常，观众都会把自己想象成片中的魔法少女，从而把自己的希望寄托在主人公的身上，但俏皮小花仙在这方面的定位却与众不同。实际上，玛丽蓓尔担当的是类似于“玛莉·波平斯”一样的魔法保姆的角色，因为观众很难了解她的意图。而尤莉和凯恩是玛丽蓓尔花魔法的收益者，也成了观众梦想的化身。总之，人们希望自己能够成为玛丽蓓尔的朋友，却并不是成为主人公本身。
2. 和其他靠音像制品等动漫周边吸引动漫迷的魔法少女动画所不同的是，俏皮小花仙完全地把观众群定位在3-10岁的小女孩身上。作为一次尝试，还有一些商业原因，苇プロダクション把它和另一部同时推出的魔法少女作品《甜甜仙子2》的受众群年龄做了区分：后者是面向高年龄段的孩子和成人观众的。所以：
  - 《甜甜仙子》的成年动漫迷几乎都是它的铁杆支持者。
  - 尽管《俏皮小花仙》的动漫迷少得多，但它还是被許多的普通成年动漫爱好者所喜爱。
3. 《俏皮小花仙》的主题并不是正义一方与敌人战斗的传统模式，而是描述其中的主角和少数反对者、人类和精灵、现实和幻想如何和谐共存的故事。作为片中的女主人公，玛丽蓓尔并没有肩负着保护地球、对抗邪恶势力的特殊使命，所以使得情节的展开缓慢而又细腻。许多类似题材的动画是以人物为中心，与此不同的是，该片是以故事情节为中心。
4. 《俏皮小花仙》音乐的表现力也是非常突出的，片中每个主要人物都有他们自己的主题曲，所以他们经常用歌唱的方式来表达。由于《俏皮小花仙》是一部原创动画片，而不是根据类似的漫画或小说改编的，这就使得创作团队摆脱了传统的手法，最大限度地发挥了电视媒体的优势来进行表现。

### 知名度
低龄观众
在日本，《俏皮小花仙》是最受儿童欢迎的动画作品之一：
- 除了东映动画，魔法少女系列电视动画推出剧场版是非常少见的，在魔法少女动画40余年的历史中，只有《百变小樱》和《俏皮小花仙》进行过制作。
- 许多动漫周边曾经推出并且热销。

动漫迷
很多对魔法少女系列动画十分熟悉的日本观众都给予《俏皮小花仙》极高的评价。

### 市场运作
由于缺乏合作伙伴的赞助，《俏皮小花仙》的市场营销遇到了严重的困难，只有50集中的前24集获得了VHS的许可证。
另一个问题是，《俏皮小花仙》的情节让人初次看后不能留下十分深刻的印象，其中最精彩的是第二部分（30-50集），所以相对来说，第一部分并不太出彩，这就使得观众们看到最初几集时，感觉这部片子并没有什么了不起，也就不能理解整部动画片中，通过片中人物的成长历程所展现出的美的主旋律。而这种现象在很大程度上影响了该片的收视率和动漫周边的销售额。
然而，就是这部几乎快被人遗忘的老动画，在它首映12年后，于2004年3月20日发布了DVD版本，销售情况却出奇地好。其中一种解释是：当年喜爱它的孩子们现在都已长大成人，也有能力去购买，来重温曾经的那种欢乐与感动。

### 历史背景
制作一部商业动画的目的自然是为了赚取更多的利润，那么为什么会有像《俏皮小花仙》和《妈妈四年级》这样只把观众群的年龄设定在很小范围内，却忽视了更多潜在的具有购买能力的动漫迷呢？
类似的动画片能够在80年代末-90年代初存在，可能是由于当时的日本经济出现了资产泡沫，短暂的繁荣使得动画公司有充足的预算来推出这些豪华制作的片子。
《俏皮小花仙》是苇プロダクション继《甜甜仙子》、《Magical Angel Sweet Mint》、《甜甜仙子2》之后推出的第四部也是最后一部魔法少女系列动画，同时也是他们的最后一部少女系列动画。

## 故事情节

### 主要内容
《俏皮小花仙》主要描述孩子们与玛丽蓓尔的日常交往，是他们之间关于梦想、关于友谊、关于爱的故事，一起去经历冒险，共同面对他们遇到的困难，从孩子的视角展现他们和玛丽蓓尔一起成长的历程，所有的故事都简单得几近平淡，纯净得近乎透明，但那却是一种让人不忍触及的美丽。
玛丽蓓尔是一位花魔法使，她使用花魔法让鲜花盛开在每个人的心中，来抚慰人们受伤的心灵，帮助人们找寻梦想，鼓励人们更坚强。

### 第一集：你好，我是玛丽蓓尔！
塔库罗曾经在一家游戏公司担任设计师，但他辞掉了工作，举家搬迁到萨利贝尔——一座美丽、祥和的海滨小镇，来实现他一直以来的梦想：开一間花店。
他的“玛丽蓓尔”（出自于玫瑰奶奶的漫画书《玛丽蓓尔的画册》）鲜花店，布置得很美丽，但开张一个月以来生意却不景气。虽然塔库罗的夫人蕾米一直在鼓励他，但塔库罗仍感到非常沮丧，他的女儿尤莉和小儿子凯恩也很着急。
《玛丽蓓尔的画册》是小姐弟俩的最爱，书中讲述一个叫玛丽蓓尔的精灵热心帮助遇到困难的人们的故事，尤莉和凯恩多么希望也能得到这样的帮助。突然一朵小花盛开在他们面前，从其中走出一个眼睛大大、笑容满满的小女孩，她就是玛丽蓓尔。
玛丽蓓尔并没有直接帮助塔库罗打开销路，而是利用花魔法使他能够听到花朵们的需求，来正确地莳弄它们，经过紧张忙碌，花朵们变得更加健康有活力，最终，店里出现了从未有过的火爆抢购的场面。
从此，玛丽蓓尔和她的伙伴三色紫罗兰花精“坦巴林”在萨利贝尔镇小山顶上的花房里定居下来，故事也由此开始。

## 人物介绍
请参看俏皮小花仙人物介绍

## 各集片名
请参看俏皮小花仙各集片名

## 音乐专辑
中嶋美智代演唱：
- 电视版片头曲：きっと出来るね！（一定会实现梦想！）

- 电视版片尾曲1：1-29集，思い出にもなれない（不再留在你的回忆）

- 电视版片尾曲2：30-50集，思われている（你被思念着）

本多知惠子（玛丽蓓尔的声优）演唱：
- 剧场版片头曲：私！マリーベル（我是玛丽蓓尔）

- 剧场版片尾曲：とっても素敵マリーベル（欢迎光临神奇的玛丽蓓尔花店）

音乐专辑参看：マリーベルと歌おう！（和玛丽蓓尔一起唱吧！）

## 配音员（声优）
俏皮小花仙的声优阵容是非常强大的，几乎集中了当时日本配音界所有的著名声优，拜当时的“资产泡沫”所赐，该片的预算十分充足，但这种情况再也不会出现了。（参看上文“历史背景”）
- 本多知惠子：瑪麗蓓爾。
- 坂本千夏：坦巴林。
- 興梠里美：尤莉。
- 小野健一：塔克羅。
- 玉川紗己子：芮美。
- 折笠爱：肯。
- 三石琴乃：緞帶和塔普。
- 矢島晶子：薇薇安。
- 緒方賢一：爺爺蓓爾。
- 丸山裕子：奶奶蓓爾。
- 速水獎：爸爸蓓爾·馮·戴卡西。
- 島本須美：媽媽蓓爾·馮·戴卡西。